# André Almeida (Fußballspieler, 1990)
André Gomes Magalhães Almeida (* 10. September 1990 in Lissabon) ist ein portugiesischer Fußballspieler.

## Fußballkarriere
Der für einen Portugiesen mit 1,86 m ungewöhnlich groß gewachsene und mit 75 kg dennoch leichte Almeida machte schon im Jugend- und Junioren-Bereich auf sich aufmerksam. So konnte er sich schon früh eine fußballerische Ausbildung bei portugiesischen Spitzenclubs angedeihen lassen und schaffte es vom U-19- über das U-20- bis ins U-21-Nationalteam des Portugiesischen Fußballverbandes. In der U-21 absolvierte er im Jahr 2010 16 Spiele.
Benfica verpflichtete ihn am 1. Juli 2011, um ihn sofort an União Leiria auszuleihen; schon im Dezember jedoch wurde er ins Estádio da Luz in seine Heimatstadt zurückgerufen. In der Champions League brachte er es auf vier Einsätze bei einer Einwechslung, in der Primeira Liga auf fünf Einsätze bei vier Einwechslungen. Besonders wichtig dürften für ihn zwei Vollzeiteinsätze in Spielen um die Taça de Portugal, den Portugiesischen Fußballpokal, gewesen sein: Benfica wurde später Pokalsieger. In der Saison 2012/13 spielte er zu Beginn in der 2. Mannschaft von Benfica in der Liga de Honra, der zweithöchsten Spielklasse des Landes. Nach den Abgängen des Spaniers Javi García und des Belgiers Axel Witsel zu Ende der sommerlichen Wechselperiode bekam er jedoch erneute Einsätze in der Ersten, in der ältere, erfahrene Brasilianer gegenüber Einheimischen in der Überzahl sind: Er steigerte sein Salär und seinen Marktwert durch gute Leistungen beträchtlich, besonders auch in den Spielen gegen Celtic Glasgow.
Für seine Spielweise und seine sechste gelbe Karte im Spiel bei Sporting wurde der in der Kreisstadt Loures nördlich Lissabon lebende Sportler am 5./8. Mai 2012 bestraft: 100 Euro flossen dem Verband vom Spieler zu (die Vereine traf es mit je 2.500 Euro).
Ende Januar 2023 wurde sein Vertrag bei Benfica aufgelöst.

### Nationalmannschaft
Am 11. Oktober 2013 debütierte Almeida im Rahmen eines WM-Qualifikationsspiels gegen Israel unter Nationaltrainer Paulo Bento in der A-Nationalmannschaft Portugals.

## Erfolge
Benfica Lissabon
- Portugiesischer Meister (5): 2014, 2015, 2016, 2017, 2019
- Portugiesischer Pokalsieger (2): 2014, 2017
- Portugiesischer Ligapokalsieger (4): 2012, 2014, 2015, 2016
- Portugiesischer Supercupsieger: 2017